# Туйхоа
Туйхоа (в'єт. Tuy Hòa) — місто у центральній частині В'єтнаму, столиця провінції Фуєн.
Туйхоа знаходиться за 1159 км від Ханоя і за 560 км від Хошиміну. Місто стоїть на місці впадіння річки Даранг (Đà Rằng), однієї з найбільших річок центрального В'єтнаму, у Південнокитайське море.

## Історія
29 жовтня 1977, після перемоги у війні з США, провінції Кханьхоа і Фуєн об'єдно в одну і названо Фукхань (Phú Khánh) зі столицею у Нячанзі. 30 червня 1989 Фукхань знову розділили на дві колишні частини: Кханьхоа і Фуєн. Тому Туйхоа знову став адміністративним центром провінції.
8 травня 2002 Туйхоа отримав статус міста 3-ї категорії. До 2005 року муніципалітет Туйхоа на півдні межував з однойменною повітом Туйхоа. У 2005 році указом прем'єр-міністра кордони Туйхоа-міста розширилися: він об'єднався з сусіднім містечком Фулам і аеропортом, які належали раніше повіту Туйхоа. Зміни торкнулися і решти повіту Туйхоа, його поділили на дві: східну, повіт Тайхоа (Tây Hòa), і західну, повіт Донгхоа (Đông Hòa).
Населення міста у 2008 році зросло до 262 287 осіб, територія міста після об'єднання з Фукамом стала становити 107 км².

## Клімат
Місто знаходиться у зоні тропічних саван. Найтепліший місяць — червень із середньою температурою 30 °C (86 °F). Найхолодніший місяць — січень, із середньою температурою 23.3 °C (74 °F).
| Клімат Туйхоа           | Клімат Туйхоа | Клімат Туйхоа | Клімат Туйхоа | Клімат Туйхоа | Клімат Туйхоа | Клімат Туйхоа | Клімат Туйхоа | Клімат Туйхоа | Клімат Туйхоа | Клімат Туйхоа | Клімат Туйхоа | Клімат Туйхоа | Клімат Туйхоа |
| Показник                | Січ.          | Лют.          | Бер.          | Квіт.         | Трав.         | Черв.         | Лип.          | Серп.         | Вер.          | Жовт.         | Лист.         | Груд.         | Рік           |
| Абсолютний максимум, °C | 32            | 36            | 36            | 38            | 38            | 38            | 37            | 37            | 37            | 35            | 32            | 29            | 38            |
| Середній максимум, °C   | 26            | 27            | 29            | 31            | 32            | 34            | 33            | 33            | 32            | 29            | 27            | 26            | 30            |
| Середня температура, °C | 23            | 24            | 25            | 27            | 28            | 30            | 29            | 29            | 28            | 26            | 25            | 23            | 26            |
| Середній мінімум, °C    | 21            | 21            | 22            | 23            | 25            | 26            | 25            | 25            | 24            | 23            | 23            | 21            | 23            |
| Абсолютний мінімум, °C  | 15            | 16            | 17            | 18            | 21            | 21            | 21            | 22            | 20            | 18            | 15            | 16            | 15            |
| Норма опадів, мм        | 50            | 20            | 10            | 40            | 80            | 40            | 30            | 60            | 200           | 410           | 380           | 160           | 1540          |
| ----------------------- | ------------- | ------------- | ------------- | ------------- | ------------- | ------------- | ------------- | ------------- | ------------- | ------------- | ------------- | ------------- | ------------- |
| Джерело: Weatherbase    |               |               |               |               |               |               |               |               |               |               |               |               |               |

## Адміністративний поділ
Включає 12 міських палат та 4 сільські комуни:
- Дев'ять палат під порядковими номерами від № 1 до № 9
- Палата Футхань (Phường Phú Thạnh)
- Палата Фудонг (Phường Phú Đông)
- Палата Фулам (Phường Phú Lâm)
- Комуна Біньнгок (Xã Bình Ngọc)
- Комуна Бінько (Xã Bình Kiến)
- Комуна Хоакім (Xã Hoà Kiến)
- Комуна Анфу (Xã An Phú)

## Економіка
Основа економіки традиційна для центрального В'єтнаму: виробництво рису і рибальство. У сучасний період йдуть перетворення в сфері економіки: сільське господарства замінюється промисловістю і туризмом. У промисловості заохочуються інновації, будується спеціальний промисловий парк, який у 2005 році залучив 25 інвестиційних проектів загальною вартістю 2,26 мільярда доларів.
Зростання індустрії туризму за 2000—2005 роки становило 15 % щорічно.
Модернізація торкнулася також сфери сільського господарства та рибної галузі. Туйхоа займає одне з перших місць у країні за видобутком і обробкою тунця. У період 2000—2005 загальний вилов морепродуктів становив у середньому 4000 тонн на рік, з яких частка тунця досягала 2000—2500 тонн на рік. Річний обсяг виробництва креветок — понад 300 млн тонн.

## Транспорт
Аеропорт Донгтак (Đông Tác) знаходиться за 10 км від центру Туйхоа. Через місто проходить федеральна автотраса A1 і залізниця.

## Визначні місця
Головна історична пам'ятка міста, яка є також і його символом, — це тямська вежа Тхапнян (Tháp Nhạn) на вершині гори. Природні пам'ятки — це гірський ландшафт і пляжі. Найвища точка знаходиться у західній частині муніципалітету — це гора Ла висотою 500 метрів.

## Галерея

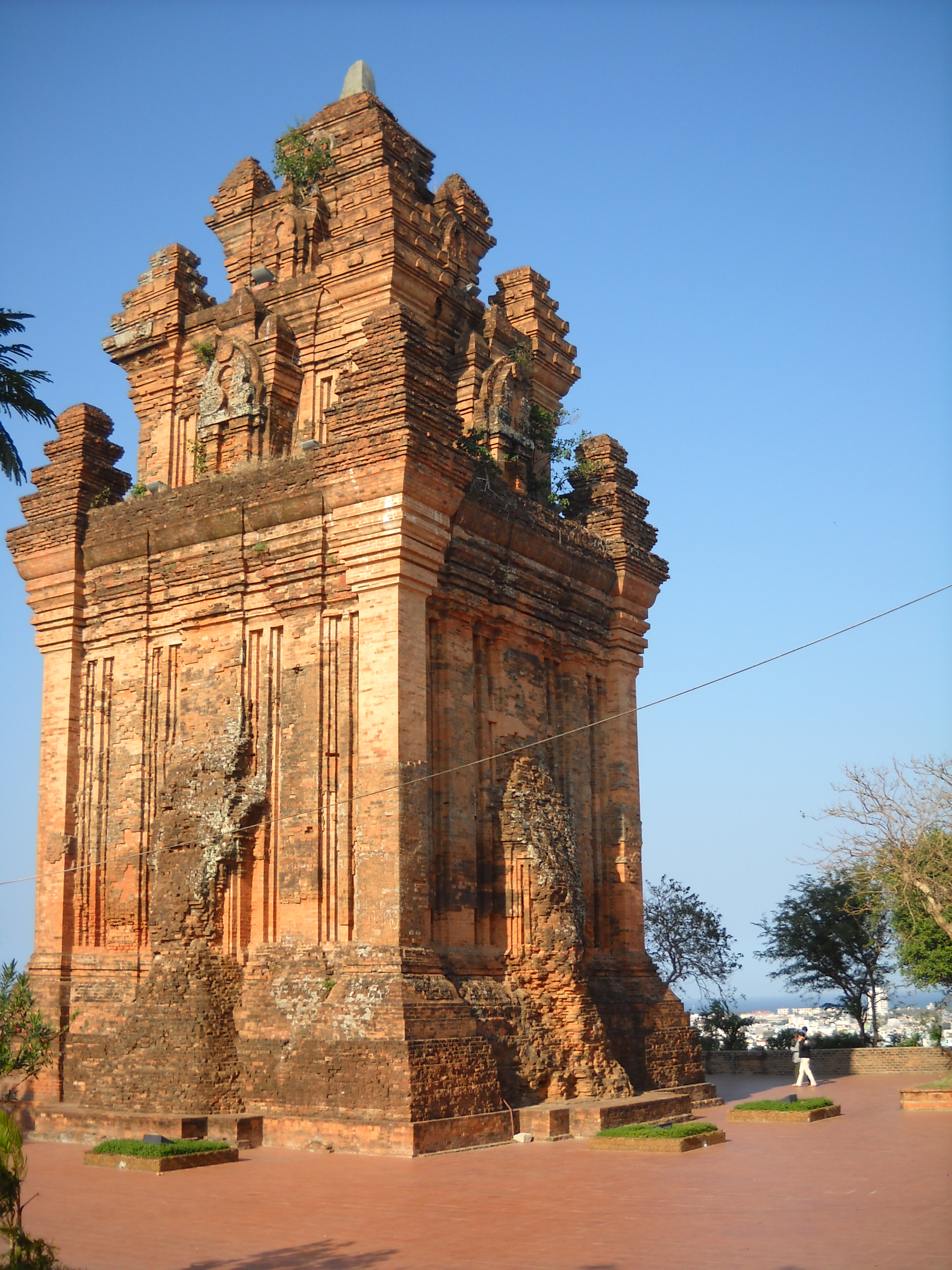
Вежа Тхапнян (Tháp Nhạn) — символ міста
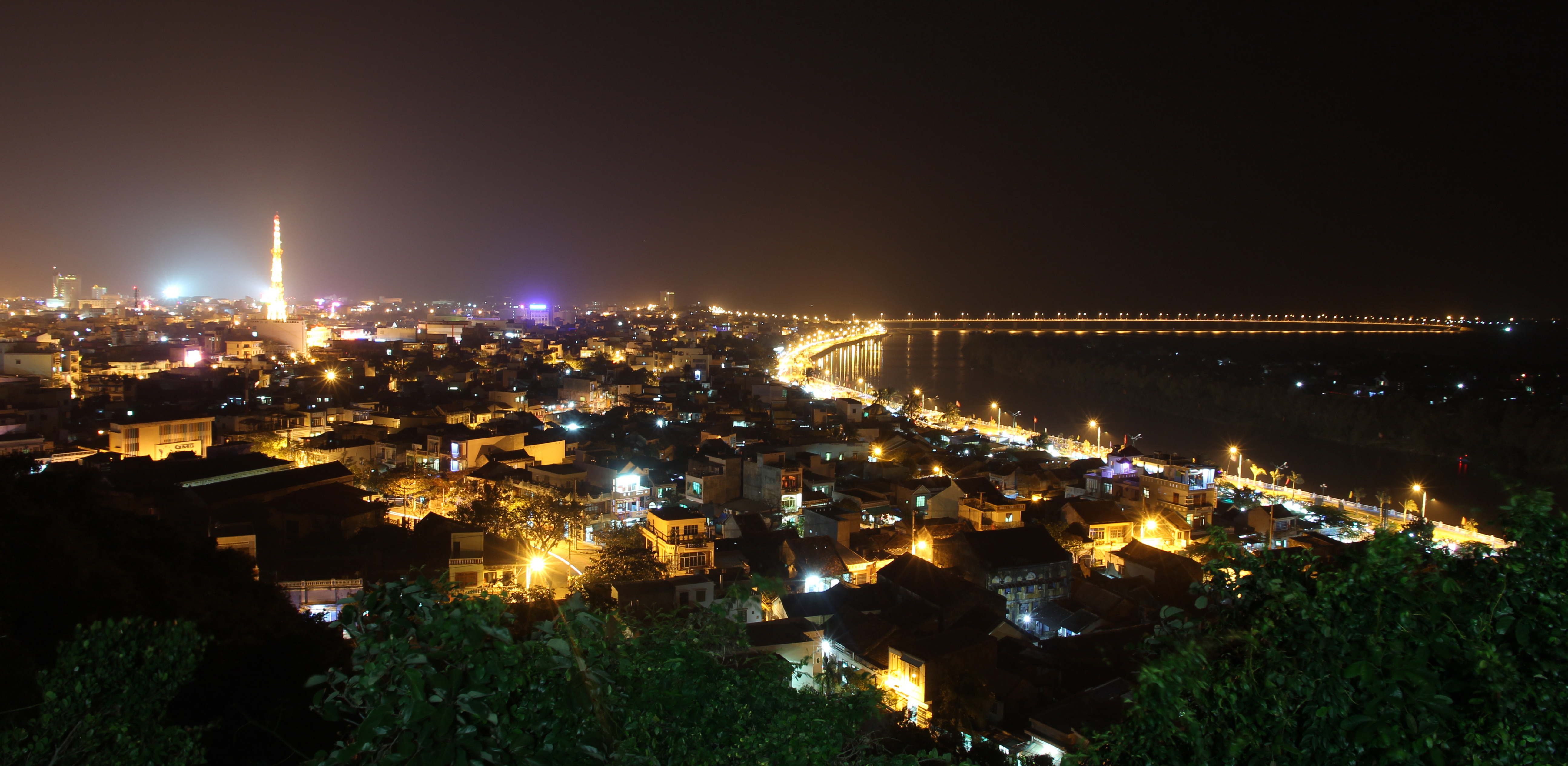
Нічне місто
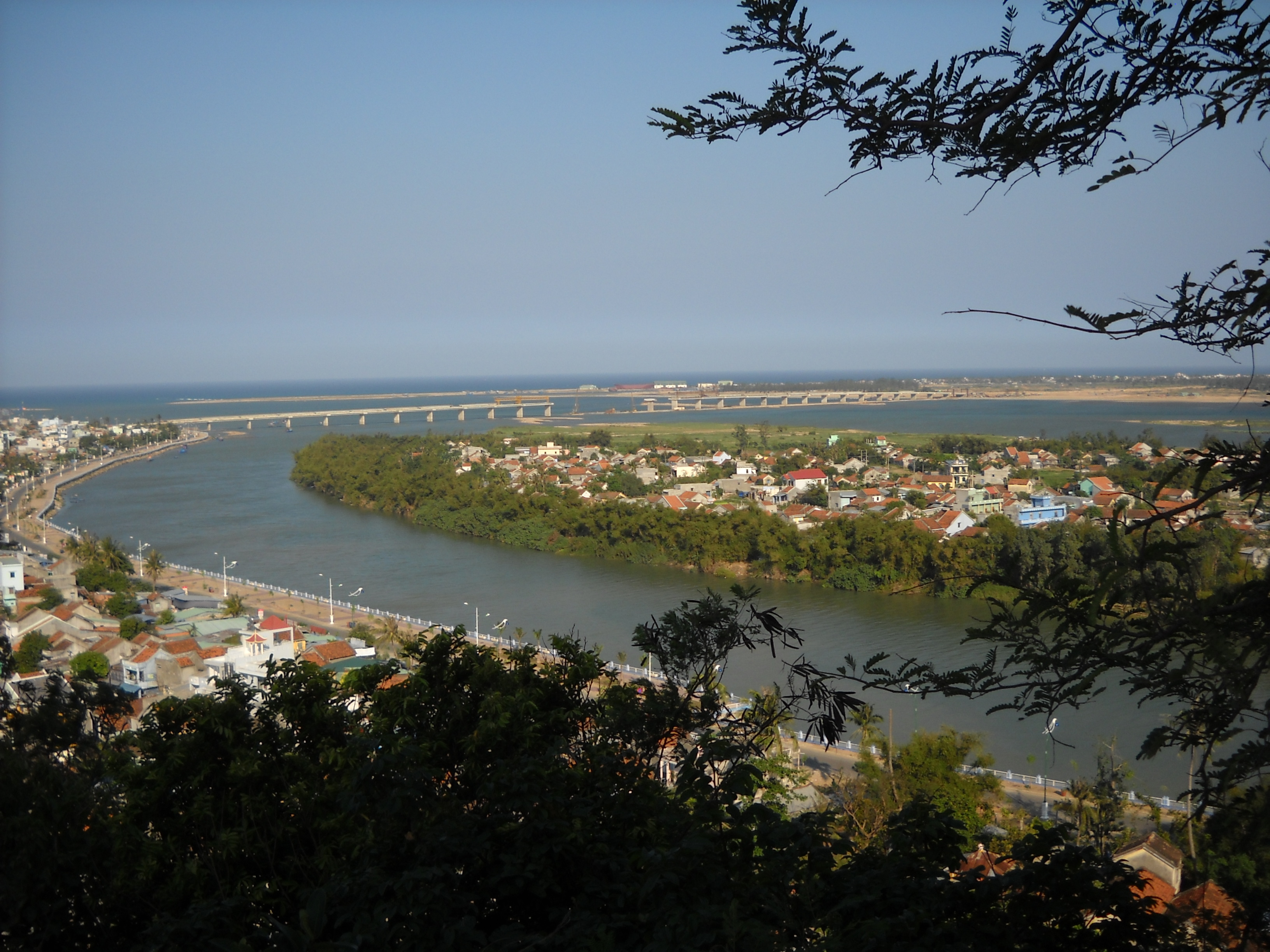
Річка Даранг у районі Туйхоа. Фото 2010 року